# Liste der Monuments historiques in Plivot
Die Liste der Monuments historiques in Plivot führt die Monuments historiques in der französischen Gemeinde Plivot auf.

## Liste der Immobilien
| Bezeichnung       | Beschreibung            | Standort                       | Kennzeichnung | Schutzstatus | Datum | Bild           |
| ----------------- | ----------------------- | ------------------------------ | ------------- | ------------ | ----- | -------------- |
| Kirche St-Quentin | aus dem 13. Jahrhundert | Place Charles-de-Gaulle (Lage) | PA00078765    | Classé       | 1911  | weitere Bilder |

## Liste der Objekte
| Bezeichnung                                          | Beschreibung                                                                | Standort                        | Kennzeichnung | Schutzstatus | Datum | Bild |
| ---------------------------------------------------- | --------------------------------------------------------------------------- | ------------------------------- | ------------- | ------------ | ----- | ---- |
| Hauptaltar                                           | Altartisch und Tabernakel; Marmor, Holz, vergoldet, 17. und 18. Jahrhundert | in der Kirche St-Quentin (Lage) | PM51000641    | Classé       | 1975  |      |
| Gemälde Mariä Himmelfahrt                            | Ölfarbe auf Leinwand, 18. Jahrhundert                                       | in der Kirche St-Quentin (Lage) | PM51002159    | Inscrit      | 1974  |      |
| Gemälde Der Erzengel Michael überwältigt den Drachen | Ölfarbe auf Leinwand, 18. Jahrhundert                                       | in der Kirche St-Quentin (Lage) | PM51002160    | Inscrit      | 1974  |      |
| Orgel                                                | Haupteintrag für PM51000640                                                 | in der Kirche St-Quentin (Lage) | PM51001761    | Classé       | 1980  |      |
| Instrumentalteil der Orgel                           | um 1828 von Jean-Baptiste Salmon gebaut                                     | in der Kirche St-Quentin (Lage) | PM51000640    | Classé       | 1980  |      |
| Triumphbogen                                         | Schmiedeeisen, um 1800                                                      | in der Kirche St-Quentin (Lage) | PM51002161    | Inscrit      | 1974  |      |
| Gemälde Kreuzigung                                   | Ölfarbe auf Leinwand, 17. Jahrhundert                                       | in der Kirche St-Quentin (Lage) | PM51002158    | Inscrit      | 1974  |      |
| Gemälde Opferung Issaks                              | Ölfarbe auf Leinwand, 17. Jahrhundert                                       | in der Kirche St-Quentin (Lage) | PM51002157    | Inscrit      | 1974  |      |
| Linker Seitenaltar                                   | Altartisch und Retabel; Holz, 18. Jahrhundert                               | in der Kirche St-Quentin (Lage) | PM51002163    | Inscrit      | 1974  |      |
| Gedenkstein an eine Messstiftung durch Remy Péricart | Stein, bezeichnet 1683                                                      | in der Kirche St-Quentin (Lage) | PM51002162    | Inscrit      | 1974  |      |